# 小林多加士
小林 多加士（こばやし たかし、1928年11月21日-　）は、日本の中国学者。

## 来歴
東京出身。大東文化大学文政学部政経科卒業。埼玉大学講師、東京国際大学教授、1999年定年。

## 著書
- 『中国と多国籍企業』中公叢書 1974
- 『現代中国の歴史意識』中公新書 1977
- 『中国への問い』技術と人間 1982
- 『中国の文明と革命 現代化の構造』刀水書房 刀水歴史全書 1985
- 『転換期の世界と中国』同文館出版 ポリティカル・エコノミー 1989
- 『文明の歴史学 比較文明論のパースペクティブ』同文館出版 1991
- 『海のアジア史 諸文明の「世界=経済」』藤原書店 1997

共著
- 『中国-歴史意識と階級闘争』根本誠、古賀登共著 現代アジア出版会 現代アジア叢書 1968